# Bolnišnica Svetega Duha, Lübeck
Leta 1286 je bila končana Bolnišnica Svetega Duha na Kobergu v Lübecku in je ena najstarejših obstoječih socialnih institucij na svetu in ena izmed najpomembnejših stavb v mestu. Je v tradiciji bolnišnic Svetega Duha po Santo Spiritu in Sassia v Rimu. Bolnišnice je nadzirala bratovščina Reda Svetega Duha.

## Zgodovina

### Ustanova
Bolnišnica Svetega duha je bila ustanovljena leta 1227 kot ustanova in predstavlja najpomembnejšo srednjeveško dobrodelno ustanovo Severne Evrope. Po trgovcu Bertramu Mornewegu iz Rige, kjer je delal v trgovini, se je vrnil v Lübeck, je bil med drugimi bogatimi trgovci soustanovitelj in prvi predstojnik Bolnišnice Svetega Duha, ki je bila zgrajena v slogu opečne gotike. Bolnišnica je imela številna posestva v in okoli Lübecka, katerih dohodek je bil zadosten za zagotavljanje zdravljenja revnih in bolnih ter za podporo drugim institucijam. Med njimi so bile do leta 1803, bolnišnične vasi (Hospitaldörfer) v Mecklenburgu kot Warnkenhagen (del Kalkhorst), Alt Bukow in Krumbrook pri Hohen Schönberg (del Kalkhorst) in del otoka Poel: Brandenhusen, Neuhof, Seedorf, Wangern, Weitendorf. V Holstainu so v bolnišnico vključili vasi Böbs in Schwochel.
Leta 1935 je prišlo do teritorialne reorganizacije (Groß-Hamburg-Gesetz) in s tem povezano tveganje eksklave Lübeck na zamenjavo lastnine: mesto je bilo prej pripadalo bolnišnici, ki je bila znotraj meja mesta z Mönkhof in Falkhusen, in ustanova Svetega duha bi v zameno prejela Behlendorf (259 ha), Albsfelde (123 ha) in Behlendorfer glej (70 ha). 

### Bolnišnica
Stanovalci bolnišnice so bili podvrženi samostanskemu pravilu, vendar so dobivali hrano in od 17. stoletja toplo kopel osemkrat na leto.

### Dom starejših
Med reformacijo je bila bolnišnica pretvorjena v "sekularni" dom za starejše, ki je ohranjen do danes. Prvotno so ležišča bolnišničnih prebivalcev stala v dvorani. V 18. stoletju sta bila prvo in drugo nadstropje kot bolnišnica. Leta 1820 so zgradili štiri kvadratne metre velike lesene sobe, ločene po spolu. Delovni prostori so bili na vrhu odprti. Med vrstami sosednjih sob je bil vzdolžni hodnik . Tam je bila tudi majhna knjižnica in lekarna. Na vratih sob lahko še vedno vidite imena in številke nekdanjih prebivalcev. Do leta 1970 so bile sobe naseljene.

## Sedanjost

### Ustanova
Bolnišnica Svetega Duha je ustanova javnega prava, ki jo upravlja Hanseatsko mesto Lübeck . Leta 2007 je ustanova kupila dele nekdanjega Gertrudenherberga, da bi ga zavarovala kot spomenik.

### Nega starejših
Še danes je Bolnišnica Svetega Duha razdeljena v upokojenski in negovalni dom, na južni strani pa so tudi zgodovinske sobe kot restavracija. Tam vodi pot v Bürgergärten zadaj za Königstraße do vrtne strani muzeja Behnhaus.

### Turizem
Bolnišnica Svetega Duha je za obiske odprta celo leto .

### Božični sejem
V enajstih dneh v Adventnem času, konec novembra / začetku decembra, Združenje žensk in kulture vsako leto od leta 1968 organizira božični sejem, predvsem z izdelki obrti. 150 obrtnikov prihaja iz Nemčije, Skandinavije, baltskih držav, Izraela in Peruja. Stojnice so v preddverju nekdanje cerkve, v cerkvenih sobah in v kleti pod cerkvijo. V preddverju na trobente igrajo zvonci božičnega časa. Po enem tednu se okrog 30 razstavljavcev zamenja. Trg ima mednarodni pomen in ga obišče več kot 50.000 obiskovalcev. 

## Cerkev

### Oprema
- Oltar Bog Oče z mrtvim sinom (1513-20) se pripisuje Benedictu Dreyerju.
- Na korni pregradi je ena od najobsežnejših upodobitev legende o Elizabeti na 23 ploščah. Predstavitev neznanega vestfalskega umetnika iz prve polovice 15. stoletja temelji na tradiciji dominikanca Dietricha von Apolda. Zato v tem ciklusu manjka legenda o vrtnici, dodana pozneje.
- Zvonec, ki ga je Dietrich Strahlborn našel leta 1745, je v zbirki zvonov cerkve svete Katarine. [7]

### Stenske poslikave
Določeni prostori v cerkveni dvorani imajo obsežne srednjeveške stenske poslikave na severni strani, ki so datirajo približno med 1320-1325. Zahodno polje prikazuje zapleteno tipološko sceno: Salomonov prestol. Nad prestolom, ki ga obkroža dvanajst levov, na katerem kralj Salomon sedi s svojo ženo in materjo, se dviga še en prestol s Kristusom in njegovo materjo Marijo, obkroženo z angeli. Kristus dopušča, da njegova kronana mati sodeluje v njegovi vladavini kot kraljica neba ali angelov in ji daje lilijsko žezlo.
Slika na severni steni prikazuje Maiestas Domini, Kristus v slavi, obkrožen s simboli štirih evangelistov in medaljoni s podobami ustanoviteljev bolnišnice.
Die Malerei im nördlichen Wandfeld zeigt eine Maiestas Domini, den erhöhten Christus umgeben von den Symbolen der vier Evangelisten und kreisförmigen Bildern der Gründer des Hospitals. 
- Salomonov prestol
- Maiestas Domini in medaljoni ustanoviteljev
- Medaljon Bertrama Mornewega
- Križanje pod korno pregrado

### Obnova
Po stoletjih pleskanja so poslikave ponovno odkrili leta 1866 in jih je slikar Christian Stolle obnovil glede na takratno znanje z oljnimi barvami, kar je privedlo do nadaljnje škode. Zaradi napačne interpretacije obstoječega je s Salomonovega prestola odstranil izvirno modro ozadje in ga rdeče poslikal. Nadaljnje obnove so bile izvedene v letih 1939/40 in 1979-1984. Ker pa je razpad poslikav napredoval, je od leta 1990 do leta 1995 potekala poglobljena preiskava v raziskovalnem projektu Zveznega ministrstva za raziskave in tehnologijo (BMFT). Do leta 1999 sta bili obe sliki zaščiteni glede na ugotovitve.